# 清水梨紗
清水 梨紗（しみず りさ、1996年6月15日 - ）は、日本の女子サッカー選手。兵庫県神戸市出身。マンチェスター・シティWFC所属。サッカー日本女子代表。ポジションはディフェンダー。

## 経歴

### ユース
兵庫県神戸市に生まれた。幼少期はあまり話さない子供だったという。母親からは「天才やね」ととにかく褒めて育てられた。
2つ年上の姉がサッカーをやっていた影響で、小学校1年の時に神戸コスモFCでサッカーを始める。小学2年の時に神奈川県横浜市に転居し、FCすすき野レディースに入団。5年生になる頃にはチームのエースストライカーとして活躍するようになった。横浜市立黒須田小学校卒業。
2009年、12歳のときに日テレ・ベレーザの下部組織である日テレ・メニーナに入団。当初はフォワードだったが、ほどなくサイドハーフを任され、最終的にはサイドバックを専門とするようになる。
2012年、横浜市立あざみ野中学校を卒業し、神奈川県立元石川高校に進学。

### シニア
2013年、日テレ・ベレーザに昇格。なでしこ1部リーグの試合に出場するようになる。
2014年6月15日、なでしこリーグレギュラーシーズン第9節のFC吉備国際大学Charme戦（岡山県津山陸上競技場）でリーグ戦初となる得点を挙げる。12月の皇后杯3回戦でも先制点を挙げ、守備だけでなく攻撃でも存在感を示した。
2015年、国士舘大学に進学。シーズン通して全ての試合で先発し、ベレーザの5年ぶりのリーグ優勝の立役者の一人となった。
2020年、クラブのキャプテンに就任した。
2022年8月28日にイングランドのウェストハム・ユナイテッドに完全移籍することが発表された。契約期間は2年。
2024年6月30日、ウェストハムとの契約が満了となり、退団することが発表された。同年7月12日にマンチェスター・シティと契約したことがリリースされた。契約期間は2027年6月30日までの3年間で背番号は2に決まった。

### 代表
2010年、U-14日本女子選抜に選ばれ、韓国遠征に参加。
2011年、AFC U-16女子選手権（中国、南京市）に出場。
2012年9月、アゼルバイジャンで開催されたU-17女子ワールドカップに出場。グループリーグ第3戦のメキシコ戦では先制点を挙げ、日本の9-0という大勝の口火を切るなど活躍し、日本の全4試合にフル出場したが、チームは決勝トーナメント１回戦で、ガーナにアジア予選を通じて初の失点を喫しベスト8で敗退した。
2013年10月、AFC U-19女子選手権（中国、南京市）に出場。翌年のU-20W杯予選を兼ねた大会だったが、日本は4位に終わり、上位3チームに与えられる出場権を逃した。
2015年8月、中国の南京市で開催されたAFC U-19女子選手権で3試合にフル出場し、優勝に貢献。これにより日本は2大会ぶりにU-20W杯の出場権を手にした。
2023年6月13日、2023 FIFA女子ワールドカップのなでしこジャパンに選出された。同年8月5日、2023 FIFA女子ワールドカップ・決勝トーナメントの1回戦ノルウェー戦において決勝点となるワールドカップ初ゴールを奪い、2大会ぶりの準々決勝進出に貢献。
2024年6月14日、2024年パリオリンピックに出場するなでしこジャパンメンバーに選出された。しかし、同年7月25日に行われたグループステージ初戦のスペイン戦で右膝を負傷交代し、所属のマンチェスター・シティの医療チームによる検査のため、代表チームを離脱することとなった。同年9月12日、マンチェスター・シティから右膝前十字靱帯を断裂しており、手術を受けたことが発表された。

## 選手としての特徴
女子サッカー選手としては華奢な体格ながら、粘り強くアグレッシブな守備を持ち味としている。90分間通してオーバーラップを繰り返すことが出来るスタミナが武器。スピードに乗ったドリブルからそのまま精度の高いクロスを上げることが出来る。特にスタミナは、女子代表全カテゴリを通してもトップクラスと言われており、小学校時代には神奈川県内のマラソン大会で優勝した経験も持つ。本人は「点を取れるSBになりたい」と語っている。事実、右サイドから攻め上がってシュートを打つ場面はよく見られる。

## 個人成績

### クラブ
| クラブ                         | シーズン     | リーグ       | 背番号 | リーグ戦 | リーグ戦 | カップ戦 | カップ戦 | リーグ杯 | リーグ杯 | AFC / UEFA | AFC / UEFA | 合計 | 合計 |
| クラブ                         | シーズン     | リーグ       | 背番号 | 出場     | 得点     | 出場     | 得点     | 出場     | 得点     | 出場       | 得点       | 出場 | 得点 |
| ------------------------------ | ------------ | ------------ | ------ | -------- | -------- | -------- | -------- | -------- | -------- | ---------- | ---------- | ---- | ---- |
| 日テレ・メニーナ               | 2010         | —            | 14     | —        | —        | 3        | 0        | —        | —        | —          | —          | 3    | 0    |
| 日テレ・ベレーザ               | 2013         | なでしこ     | 2      | 14       | 0        | 2        | 0        | 8        | 0        | —          | —          | 24   | 0    |
| 日テレ・ベレーザ               | 2014         | なでしこ     | 2      | 25       | 1        | 4        | 1        | —        | —        | —          | —          | 29   | 2    |
| 日テレ・ベレーザ               | 2015         | なでしこ1部  | 2      | 23       | 0        | 4        | 0        | —        | —        | —          | —          | 27   | 0    |
| 日テレ・ベレーザ               | 2016         | なでしこ1部  | 2      | 17       | 0        | 1        | 0        | 10       | 0        | —          | —          | 28   | 0    |
| 日テレ・ベレーザ               | 2017         | なでしこ1部  | 2      | 18       | 0        | 3        | 0        | 9        | 1        | —          | —          | 30   | 1    |
| 日テレ・ベレーザ               | 2018         | なでしこ1部  | 2      | 17       | 1        | 5        | 0        | 5        | 0        | —          | —          | 27   | 1    |
| 日テレ・ベレーザ               | 2019         | なでしこ1部  | 2      | 18       | 0        | 5        | 0        | 3        | 0        | 2          | 0          | 28   | 0    |
| 日テレ・東京ヴェルディベレーザ | 2020         | なでしこ1部  | 2      | 13       | 0        | 5        | 1        | —        | —        | —          | —          | 18   | 1    |
| 日テレ・東京ヴェルディベレーザ | 2021-22      | WE           | 2      | 20       | 2        | 2        | 0        | —        | —        | —          | —          | 22   | 2    |
| 日テレ・東京ヴェルディベレーザ | 通算         | 通算         | 通算   | 165      | 4        | 31       | 2        | 35       | 1        | 2          | 0          | 233  | 7    |
| ウェストハム・ユナイテッド     | 2022-23      | WSL          | 3      | 22       | 0        | 1        | 0        | 5        | 0        | -          | -          | 28   | 0    |
| ウェストハム・ユナイテッド     | 2023-24      | WSL          | 3      | 22       | 1        | 1        | 0        | 3        | 0        | -          | -          | 26   | 1    |
| ウェストハム・ユナイテッド     | 通算         | 通算         | 通算   | 44       | 1        | 2        | 0        | 8        | 0        | 0          | 0          | 54   | 1    |
| マンチェスター・シティ         | 2024-25      | WSL          | 2      | 0        | 0        | 0        | 0        | 0        | 0        | 0          | 0          | 0    | 0    |
| マンチェスター・シティ         | 2025-26      | WSL          | 2      |          |          |          |          |          |          | -          | -          |      |      |
| マンチェスター・シティ         | 通算         | 通算         | 通算   | 0        | 0        | 0        | 0        | 0        | 0        | 0          | 0          | 0    | 0    |
| 通算                           | 日本         | 日本         | 1部    | 165      | 4        | 31       | 2        | 35       | 1        | 2          | 0          | 233  | 7    |
| 通算                           | 日本         | 日本         | その他 | 0        | 0        | 3        | 0        | 0        | 0        | 0          | 0          | 3    | 0    |
| 通算                           | イングランド | イングランド | 1部    | 44       | 1        | 2        | 0        | 8        | 0        | 0          | 0          | 54   | 1    |
| 総通算                         | 総通算       | 総通算       | 総通算 | 209      | 5        | 36       | 2        | 43       | 1        | 2          | 0          | 290  | 8    |

1. 1 2  AFC女子クラブ選手権2019の成績

- 日本女子サッカーリーグ
  - 初出場 - 2013年3月23日 なでしこリーグ 第1節 FC吉備国際大学Charme戦 (味の素スタジアム西競技場)[23]
  - 初得点 - 2014年6月15日 なでしこリーグ レギュラーシリーズ 第9節 FC吉備国際大学Charme戦 (岡山県津山陸上競技場)[23]

- WEリーグ
  - 初出場 - 2021年9月12日 第1節 三菱重工浦和レッズレディース戦 (味の素フィールド西が丘)[24]
  - 初得点 - 2022年3月19日 第14節 ノジマステラ神奈川相模原戦 (味の素フィールド西が丘)[24]

- ウィメンズ・スーパーリーグ
  - 初出場 - 2022年9月18日 第2節 エヴァートン戦 (チグウェル・コンストラクション・スタジアム（英語版）)[25]
  - 初得点 - 2024年1月22日 第11節 トッテナム・ホットスパー戦 (チグウェル・コンストラクション・スタジアム)[25]

### 代表
- 2018年2月28日 - 日本代表初出場 -  オランダ戦 (アルガルヴェ・カップ2018)
- 2021年4月11日 - 日本代表初得点 -  パナマ戦 (国際親善試合)

#### 主な出場大会
- U-17日本代表
  - 2012年 - 2012 FIFA U-17女子ワールドカップ（アゼルバイジャン大会）

- 日本女子代表(なでしこジャパン)
  - 2018年 - アルガルヴェ・カップ2018
  - 2018年 - 2018 AFC女子アジアカップ（ヨルダン大会）
  - 2018年 - 2018年アジア競技大会
  - 2019年 - SheBelieves Cup（アメリカ合衆国）
  - 2019年 - 2019 FIFA女子ワールドカップ
  - 2019年 - EAFF E-1サッカー選手権2019
  - 2020年 - SheBelieves Cup(アメリカ合衆国)
  - 2021年 - 2020年東京オリンピック
  - 2022年 - 2022 AFC女子アジアカップ(インド大会)
  - 2022年 - EAFF E-1サッカー選手権2022
  - 2023年 - 2023 FIFA女子ワールドカップ
  - 2024年 - 2024年パリオリンピック

#### 試合数
| 日本代表 | 国際Aマッチ | 国際Aマッチ |
| 年       | 出場        | 得点        |
| -------- | ----------- | ----------- |
| 2018     | 19          | 0           |
| 2019     | 12          | 0           |
| 2020     | 2           | 0           |
| 2021     | 11          | 1           |
| 2022     | 13          | 0           |
| 2023     | 16          | 3           |
| 2024     | 7           | 0           |
| 通算     | 80          | 4           |

2024年7月25日現在

#### 出場試合
| 出場試合一覧 | 出場試合一覧   | 出場試合一覧           | 出場試合一覧                                           | 出場試合一覧     | 出場試合一覧   | 出場試合一覧 | 出場試合一覧                                                  | 出場試合一覧 |
| #            | 開催日         | 開催都市               | スタジアム                                             | 対戦国           | 結果           | 監督         | 大会                                                          | 出典         |
| ------------ | -------------- | ---------------------- | ------------------------------------------------------ | ---------------- | -------------- | ------------ | ------------------------------------------------------------- | ------------ |
| 1.           | 2018年2月28日  | パルシャル             | ベラ・ヴィスタ市営スタジアム                           | オランダ         | ● 2-6          | 高倉麻子     | アルガルヴェ・カップ2018                                      | [ 26 ]       |
| 2.           | 2018年3月2日   | パルシャル             | ベラ・ヴィスタ市営スタジアム                           | アイスランド     | ○ 2-1          | 高倉麻子     | アルガルヴェ・カップ2018                                      | [ 27 ]       |
| 3.           | 2018年3月5日   | ファロ ／ ローレ       | エスタディオ・アルガルヴェ                             | デンマーク       | ○ 2-0          | 高倉麻子     | アルガルヴェ・カップ2018                                      | [ 28 ]       |
| 4.           | 2018年3月7日   | パルシャル             | ベラ・ヴィスタ市営スタジアム                           | カナダ           | ● 0-2          | 高倉麻子     | アルガルヴェ・カップ2018                                      | [ 29 ]       |
| 5.           | 2018年4月1日   | 諫早                   | トランスコスモススタジアム長崎                         | ガーナ           | ○ 7-1          | 高倉麻子     | MS&ADカップ2018                                               | [ 30 ]       |
| 6.           | 2018年4月10日  | アンマン               | アンマン国際スタジアム                                 | 韓国             | △ 0-0          | 高倉麻子     | 2018 AFC女子アジアカップ                                      | [ 31 ]       |
| 7.           | 2018年4月13日  | アンマン               | アンマン国際スタジアム                                 | オーストラリア   | △ 1-1          | 高倉麻子     | 2018 AFC女子アジアカップ                                      | [ 32 ]       |
| 8.           | 2018年4月17日  | アンマン               | キング・アブドゥッラー2世スタジアム                    | 中華人民共和国   | ○ 3-1          | 高倉麻子     | 2018 AFC女子アジアカップ                                      | [ 33 ]       |
| 9.           | 2018年4月20日  | アンマン               | アンマン国際スタジアム                                 | オーストラリア   | ○ 1-0          | 高倉麻子     | 2018 AFC女子アジアカップ                                      | [ 34 ]       |
| 10.          | 2018年6月10日  | ウェリントン           | ウエストパック・スタジアム                             | ニュージーランド | ○ 3-1          | 高倉麻子     | 国際親善試合                                                  | [ 35 ]       |
| 11.          | 2018年7月26日  | カンザスシティ         | チルドレンズ・マーシー・パーク                         | アメリカ合衆国   | ● 2-4          | 高倉麻子     | 2018 トーナメント・オブ・ネーションズ                         | [ 36 ]       |
| 12.          | 2018年7月29日  | イーストハートフォード | プラット・アンド・ホイットニー・スタジアム             | ブラジル         | ● 1-2          | 高倉麻子     | 2018 トーナメント・オブ・ネーションズ                         | [ 37 ]       |
| 13.          | 2018年8月2日   | ブリッジビュー         | トヨタ・パーク                                         | オーストラリア   | ● 0-2          | 高倉麻子     | 2018 トーナメント・オブ・ネーションズ                         | [ 38 ]       |
| 14.          | 2018年8月16日  | パレンバン             | ブミ・シュリーヴィジャヤ・スタジアム                   | タイ             | ○ 2-0          | 高倉麻子     | 第18回アジア競技大会                                          | [ 39 ]       |
| 15.          | 2018年8月21日  | パレンバン             | ゲロラ・シュリーヴィジャヤ・スタジアム                 | ベトナム         | ○ 7-0          | 高倉麻子     | 第18回アジア競技大会                                          | [ 40 ]       |
| 16.          | 2018年8月25日  | パレンバン             | ゲロラ・シュリーヴィジャヤ・スタジアム                 | 北朝鮮           | ○ 2-1          | 高倉麻子     | 第18回アジア競技大会                                          | [ 41 ]       |
| 17.          | 2018年8月28日  | パレンバン             | ゲロラ・シュリーヴィジャヤ・スタジアム                 | 韓国             | ○ 2-1          | 高倉麻子     | 第18回アジア競技大会                                          | [ 42 ]       |
| 18.          | 2018年8月31日  | パレンバン             | ゲロラ・シュリーヴィジャヤ・スタジアム                 | 中華人民共和国   | ○ 1-0          | 高倉麻子     | 第18回アジア競技大会                                          | [ 43 ]       |
| 19.          | 2018年11月11日 | 鳥取                   | 鳥取市営サッカー場・バードスタジアム                   | ノルウェー       | ○ 4-1          | 高倉麻子     | 国際親善試合                                                  | [ 44 ]       |
| 20.          | 2019年2月27日  | チェスター             | タレン・エナジー・スタジアム                           | アメリカ合衆国   | △ 2-2          | 高倉麻子     | 2019 シービリーブスカップ                                     | [ 45 ]       |
| 21.          | 2019年3月5日   | タンパ                 | レイモンド・ジェームス・スタジアム                     | イングランド     | ● 0-3          | 高倉麻子     | 2019 シービリーブスカップ                                     | [ 46 ]       |
| 22.          | 2019年4月4日   | オセール               | スタッド・アッベ・デシャン                             | フランス         | ● 1-3          | 高倉麻子     | 国際親善試合 ～ヨーロッパ遠征～                               | [ 47 ]       |
| 23.          | 2019年4月9日   | パーダーボルン         | ベンテラー・アレーナ                                   | ドイツ           | △ 2-2          | 高倉麻子     | 国際親善試合 ～ヨーロッパ遠征～                               | [ 48 ]       |
| 24.          | 2019年6月2日   | ル・トゥケ             | スタッド・ジェラール・ウリエ                           | スペイン         | △ 1-1          | 高倉麻子     | 国際親善試合                                                  | [ 49 ]       |
| 25.          | 2019年6月10日  | パリ                   | パルク・デ・プランス                                   | アルゼンチン     | △ 0-0          | 高倉麻子     | 2019 FIFA女子ワールドカップ                                   | [ 50 ]       |
| 26.          | 2019年6月14日  | レンヌ                 | ロアゾン・パルク                                       | スコットランド   | ○ 2-1          | 高倉麻子     | 2019 FIFA女子ワールドカップ                                   | [ 51 ]       |
| 27.          | 2019年6月19日  | ニース                 | スタッド・ド・ニース                                   | イングランド     | ● 0-2          | 高倉麻子     | 2019 FIFA女子ワールドカップ                                   | [ 52 ]       |
| 28.          | 2019年6月25日  | レンヌ                 | ロアゾン・パルク                                       | オランダ         | ● 1-2          | 高倉麻子     | 2019 FIFA女子ワールドカップ                                   | [ 53 ]       |
| 29.          | 2019年10月6日  | 静岡                   | IAIスタジアム日本平                                    | カナダ           | ○ 4-0          | 高倉麻子     | 国際親善試合                                                  | [ 54 ]       |
| 30.          | 2019年11月10日 | 北九州                 | 北九州スタジアム                                       | 南アフリカ共和国 | ○ 2-0          | 高倉麻子     | MS&ADカップ2019                                               | [ 55 ]       |
| 31.          | 2019年12月14日 | 釜山                   | 九徳総合運動場                                         | 中華人民共和国   | ○ 3-0          | 高倉麻子     | EAFF E-1サッカー選手権2019                                    | [ 56 ]       |
| 32.          | 2020年3月5日   | オーランド             | エクスプロリア・スタジアム                             | スペイン         | ● 1-3          | 高倉麻子     | 2020 シービリーブスカップ                                     | [ 57 ]       |
| 33.          | 2020年3月8日   | ハリソン               | レッドブル・アリーナ                                   | イングランド     | ● 0-1          | 高倉麻子     | 2020 シービリーブスカップ                                     | [ 58 ]       |
| 34.          | 2021年4月8日   | 仙台                   | ユアテックスタジアム仙台                               | パラグアイ       | ○ 7-0          | 高倉麻子     | 国際親善試合                                                  | [ 59 ]       |
| 35.          | 2021年4月11日  | 東京                   | 国立競技場                                             | パナマ           | ○ 7-0          | 高倉麻子     | 国際親善試合                                                  | [ 60 ]       |
| 36.          | 2021年6月10日  | 広島                   | エディオンスタジアム広島                               | ウクライナ       | ○ 8-0          | 高倉麻子     | 国際親善試合                                                  | [ 61 ]       |
| 37.          | 2021年6月13日  | 宇都宮                 | カンセキスタジアムとちぎ                               | メキシコ         | ○ 5-1          | 高倉麻子     | MS&ADカップ2021                                               | [ 62 ]       |
| 38.          | 2021年7月14日  | 亀岡                   | サンガスタジアム by KYOCERA                            | オーストラリア   | ○ 1-0          | 高倉麻子     | MS&ADカップ2021                                               | [ 63 ]       |
| 39.          | 2021年7月21日  | 札幌                   | 札幌ドーム                                             | カナダ           | △ 1-1          | 高倉麻子     | 2020年東京オリンピック                                        | [ 64 ]       |
| 40.          | 2021年7月24日  | 札幌                   | 札幌ドーム                                             | イギリス         | ● 0-1          | 高倉麻子     | 2020年東京オリンピック                                        | [ 65 ]       |
| 41.          | 2021年7月27日  | 利府                   | 宮城スタジアム                                         | チリ             | ○ 1-0          | 高倉麻子     | 2020年東京オリンピック                                        | [ 66 ]       |
| 42.          | 2021年7月30日  | さいたま               | 埼玉スタジアム2002                                     | スウェーデン     | ● 1-3          | 高倉麻子     | 2020年東京オリンピック                                        | [ 67 ]       |
| 43.          | 2021年11月25日 | アルメレ               | ヤンマー・スタディオン                                 | アイスランド     | ● 0-2          | 池田太       | 国際親善試合                                                  | [ 68 ]       |
| 44.          | 2021年11月29日 | ハーグ                 | カーズ・ジーンズ・スタディオン                         | オランダ         | △ 0-0          | 池田太       | 国際親善試合                                                  | [ 69 ]       |
| 45.          | 2022年1月21日  | プネー                 | シュリー・シヴ・チャトラパティ・スポーツコンプレックス | ミャンマー       | ○ 5-0          | 池田太       | 2022 AFC女子アジアカップ                                      | [ 70 ]       |
| 46.          | 2022年1月24日  | プネー                 | シュリー・シヴ・チャトラパティ・スポーツコンプレックス | ベトナム         | ○ 3-0          | 池田太       | 2022 AFC女子アジアカップ                                      | [ 71 ]       |
| 47.          | 2022年1月27日  | プネー                 | シュリー・シヴ・チャトラパティ・スポーツコンプレックス | 韓国             | △ 1-1          | 池田太       | 2022 AFC女子アジアカップ                                      | [ 72 ]       |
| 48.          | 2022年1月30日  | ナビムンバイ           | DYパティル・スタジアム                                 | タイ             | ○ 7-0          | 池田太       | 2022 AFC女子アジアカップ                                      | [ 73 ]       |
| 49.          | 2022年2月3日   | プネー                 | シュリー・シヴ・チャトラパティ・スポーツコンプレックス | 中華人民共和国   | ● 2-2 (PK 3-4) | 池田太       | 2022 AFC女子アジアカップ                                      | [ 74 ]       |
| 50.          | 2022年6月24日  | スタラ・パゾヴァ       | スポーツ・センターFAS                                  | セルビア         | ○ 5-0          | 池田太       | 国際親善試合                                                  | [ 75 ]       |
| 51.          | 2022年6月27日  | トゥルク               | ヴェリタス・スタジアム                                 | フィンランド     | ○ 5-1          | 池田太       | 国際親善試合                                                  | [ 76 ]       |
| 52.          | 2022年7月19日  | 鹿嶋                   | 茨城県立カシマサッカースタジアム                       | 韓国             | ○ 2-1          | 池田太       | EAFF E-1サッカー選手権2022                                    | [ 77 ]       |
| 53.          | 2022年7月26日  | 鹿嶋                   | 茨城県立カシマサッカースタジアム                       | 中華人民共和国   | △ 0-0          | 池田太       | EAFF E-1サッカー選手権2022                                    | [ 78 ]       |
| 54.          | 2022年10月6日  | 神戸                   | ノエビアスタジアム神戸                                 | ナイジェリア     | ○ 2-0          | 池田太       | 国際親善試合                                                  | [ 79 ]       |
| 55.          | 2022年10月9日  | 長野                   | 長野Uスタジアム                                        | ニュージーランド | ○ 2-0          | 池田太       | MS&ADカップ2022                                               | [ 80 ]       |
| 56.          | 2022年11月11日 | ムルシア               | ピナタル・アレーナ                                     | イングランド     | ● 0-4          | 池田太       | 国際親善試合                                                  | [ 81 ]       |
| 57.          | 2022年11月15日 | セビージャ             | エスタディオ・ラ・カルトゥーハ                         | スペイン         | ● 0-1          | 池田太       | 国際親善試合                                                  | [ 82 ]       |
| 58.          | 2023年2月16日  | オーランド             | エクスプロリア・スタジアム                             | ブラジル         | ● 0-1          | 池田太       | 2023 シービリーブスカップ                                     | [ 83 ]       |
| 59.          | 2023年2月19日  | ナッシュビル           | ジオディス・パーク                                     | アメリカ合衆国   | ● 0-1          | 池田太       | 2023 シービリーブスカップ                                     | [ 84 ]       |
| 60.          | 2023年2月22日  | フリスコ               | トヨタ・スタジアム                                     | カナダ           | ○ 3-0          | 池田太       | 2023 シービリーブスカップ                                     | [ 85 ]       |
| 61.          | 2023年4月7日   | ギマラインス           | エスタディオ・D. アフォンソ・エンリケス                | ポルトガル       | ○ 2-1          | 池田太       | 国際親善試合                                                  | [ 86 ]       |
| 62.          | 2023年4月11日  | オーデンセ             | オーデンセ・スタディオン                               | デンマーク       | ● 0-1          | 池田太       | 国際親善試合                                                  | [ 87 ]       |
| 63.          | 2023年7月14日  | 仙台                   | ユアテックスタジアム仙台                               | パナマ           | ○ 5-0          | 池田太       | MS&ADカップ2023                                               | [ 88 ]       |
| 64.          | 2023年7月22日  | ハミルトン             | ワイカト・スタジアム                                   | ザンビア         | ○ 5-0          | 池田太       | 2023 FIFA女子ワールドカップ                                   | [ 89 ]       |
| 65.          | 2023年7月26日  | ダニーデン             | ダニーデン・スタジアム                                 | コスタリカ       | ○ 2-0          | 池田太       | 2023 FIFA女子ワールドカップ                                   | [ 90 ]       |
| 66.          | 2023年7月31日  | ウェリントン           | ウェリントン・リージョナル・スタジアム                 | スペイン         | ○ 4-0          | 池田太       | 2023 FIFA女子ワールドカップ                                   | [ 91 ]       |
| 67.          | 2023年8月5日   | ウェリントン           | ウェリントン・リージョナル・スタジアム                 | ノルウェー       | ○ 3-1          | 池田太       | 2023 FIFA女子ワールドカップ                                   | [ 92 ]       |
| 68.          | 2023年8月11日  | オークランド           | イーデン・パーク                                       | スウェーデン     | ● 1-2          | 池田太       | 2023 FIFA女子ワールドカップ                                   | [ 93 ]       |
| 69.          | 2023年9月23日  | 北九州                 | 北九州スタジアム                                       | アルゼンチン     | ○ 8-0          | 池田太       | 国際親善試合                                                  | [ 94 ]       |
| 70.          | 2023年10月29日 | タシュケント           | ブニョドコル・スタジアム                               | ウズベキスタン   | ○ 2-0          | 池田太       | 2024年パリオリンピック・アジア2次予選                         | [ 95 ]       |
| 71.          | 2023年11月1日  | タシュケント           | ロコモティフ・スタジアム                               | ベトナム         | ○ 2-0          | 池田太       | 2024年パリオリンピック・アジア2次予選                         | [ 96 ]       |
| 72.          | 2023年11月30日 | サンパウロ             | ネオ・キミカ・アレーナ                                 | ブラジル         | ● 3-4          | 池田太       | 国際親善試合                                                  | [ 97 ]       |
| 73.          | 2023年12月3日  | サンパウロ             | エスタジオ・シーセロ・ポンペウ・ヂ・トレド             | ブラジル         | ○ 2-0          | 池田太       | 国際親善試合                                                  | [ 98 ]       |
| 74.          | 2024年2月24日  | ジッダ                 | プリンス・アブドゥッラー・アル・ファイサル・スタジアム | 北朝鮮           | △ 0-0          | 池田太       | 2024年パリオリンピック・アジア最終予選                        | [ 99 ]       |
| 75.          | 2024年2月28日  | 東京                   | 国立競技場                                             | 北朝鮮           | ○ 2-1          | 池田太       | 2024年パリオリンピック・アジア最終予選                        | [ 100 ]      |
| 76.          | 2024年4月6日   | アトランタ             | メルセデス・ベンツ・スタジアム                         | アメリカ合衆国   | ● 1-2          | 池田太       | 2024 シービリーブスカップ                                     | [ 101 ]      |
| 77.          | 2024年4月9日   | コロンバス             | Lower.comフィールド                                    | ブラジル         | ● 1-1 (PK 0-3) | 池田太       | 2024 シービリーブスカップ                                     | [ 102 ]      |
| 78.          | 2024年6月3日   | ムルシア               | エスタディオ・ヌエバ・コンドミーナ                     | ニュージーランド | ○ 4-1          | 池田太       | 国際親善試合                                                  | [ 103 ]      |
| 79.          | 2024年7月13日  | 金沢                   | 金沢ゴーゴーカレースタジアム                           | ガーナ           | ○ 4-0          | 池田太       | MS&ADカップ2024 ～能登半島地震復興支援マッチ がんばろう能登～ | [ 104 ]      |
| 80.          | 2024年7月25日  | ナント                 | スタッド・ドゥ・ラ・ボージョワール                     | スペイン         | ● 1-2          | 池田太       | 2024年パリオリンピック                                        | [ 105 ]      |

#### ゴール
| ゴール一覧 | ゴール一覧    | ゴール一覧   | ゴール一覧                             | ゴール一覧 | ゴール一覧 | ゴール一覧 | ゴール一覧 | ゴール一覧                      | ゴール一覧 |
| #          | 開催日        | 開催都市     | スタジアム                             | 対戦国     | スコア     | 最終結果   | 監督       | 大会                            | 出典       |
| ---------- | ------------- | ------------ | -------------------------------------- | ---------- | ---------- | ---------- | ---------- | ------------------------------- | ---------- |
| 1.         | 2021年4月11日 | 東京         | 国立競技場                             | パナマ     | 2-0        | ○ 7-0      | 高倉麻子   | 国際親善試合                    | [ 106 ]    |
| 2.         | 2023年7月14日 | 仙台         | ユアテックスタジアム仙台               | パナマ     | 1-0        | ○ 5-0      | 池田太     | 国際親善試合                    | [ 107 ]    |
| 3.         | 2023年8月5日  | ウェリントン | ウェリントン・リージョナル・スタジアム | ノルウェー | 2-1        | ○ 3-1      | 池田太     | 2023 FIFA女子ワールドカップ     | [ 108 ]    |
| 4.         | 2023年11月1日 | タシュケント | ロコモティフ・スタジアム               | ベトナム   | 1-0        | ○ 2-0      | 池田太     | パリオリンピック・アジア2次予選 | [ 109 ]    |

## タイトル

### クラブ
- 日テレ・ベレーザ / 日テレ・東京ヴェルディベレーザ
  - 日本女子サッカーリーグ: 5回 (2015, 2016, 2017, 2018, 2019)
  - 皇后杯: 5回 (2014, 2017, 2018, 2019, 2020)
  - なでしこリーグカップ: 3回 (2016, 2018, 2019)

### 代表
- U-19日本女子代表
  - AFC U-19女子選手権: 1回 (2015)

- 日本女子代表(なでしこジャパン)
  - AFC女子アジアカップ: 1回 (2018)
  - アジア競技大会: 1回 (2018)
  - EAFF E-1サッカー選手権: 1回 (2022)

### 個人
- なでしこリーグ
  - ベストイレブン: 4回 (2017, 2018, 2019, 2020)
- WEリーグ
  - ベストイレブン: 1回 (2021-22)
- EAFF E-1サッカー選手権
  - MVP: 1回 (2022[110])
- JPFA女子
  - ベストイレブン: 1回 (2023-24)